# (6309) Elsschot
(6309) Elsschot ist ein Asteroid des äußeren Hauptgürtels, der am 2. März 1990 vom belgischen Astronomen Eric Walter Elst am La-Silla-Observatorium (IAU-Code 809) der Europäischen Südsternwarte in Chile entdeckt wurde.
Benannt wurde er nach dem flämischen Schriftsteller Willem Elsschot (1882–1960), einem Pseudonym für Alphonsus Josephus de Ridder, einem der wenigen Klassiker der niederländischsprachigen Literatur, der sich sowohl bei Literatur-Genießern als auch beim breiten Publikum großer und andauernder Beliebtheit erfreut.
Der Himmelskörper gehört zur Eos-Familie, einer Gruppe von Asteroiden, welche typischerweise große Halbachsen von 2,95 bis 3,1 AE aufweisen, nach innen begrenzt von der Kirkwoodlücke der 7:3-Resonanz mit Jupiter, sowie Bahnneigungen zwischen 8° und 12°. Die Gruppe ist nach dem Asteroiden (221) Eos benannt. Es wird vermutet, dass die Familie vor mehr als einer Milliarde Jahren durch eine Kollision entstanden ist.